# Kazakhstan aux Jeux olympiques d'été de 2000
Le Kazakhstan  participe aux Jeux olympiques d'été de 2000 à Sydney en Australie. Il s'agit de sa deuxième participation à des Jeux d'été. 
Il y remporte sept médailles : trois en or, quatre en argent et aucune en bronze, se situant à la vingt-deuxième place des nations au tableau des médailles. Le boxeur Yermakhan Ibraimov est le porte-drapeau d'une délégation kazakhe comptant 130 sportifs (86 hommes et 44 femmes).

## Nombre d'athlètes qualifiés par sport
Voici la liste des qualifiés et sélectionnés Kazakhs par sport (remplaçants compris) :
| Sport       | Hommes | Femmes | Total |
| ----------- | ------ | ------ | ----- |
| Athlétisme  | 9      | 16     | 25    |
| Boxe        | 7      | 0      | 7     |
| Canoë-kayak | 4      | 0      | 4     |
| Cyclisme    | 7      | 0      | 7     |

## Médaillés
| Médaille | Nom                    | Sport      | Compétition         |
| -------- | ---------------------- | ---------- | ------------------- |
| Or       | Olga Shishigina        | Athlétisme | 100 mètres haies    |
| Or       | Bekzat Sattarkhanov    | Boxe       | Poids plumes        |
| Or       | Yermakhan Ibraimov     | Boxe       | Poids super-welters |
| Argent   | Mukhtarkhan Dildabekov | Boxe       | Poids super-lourds  |
| Argent   | Bulat Jumadilov        | Boxe       | Poids mouches       |
| Argent   | Alexandre Vinokourov   | Cyclisme   | Course sur route    |
| Argent   | Islam Bairamukov       | Lutte      | Lourd               |

## Athlétisme

### Hommes
| Athlète            | Épreuve              | Séries      | Séries      | Quarts de finale | Quarts de finale | Demi-finales | Demi-finales | Finale          | Finale  |
| Athlète            | Épreuve              | Temps       | Rang        | Temps            | Rang             | Temps        | Rang         | Temps           | Rang    |
| ------------------ | -------------------- | ----------- | ----------- | ---------------- | ---------------- | ------------ | ------------ | --------------- | ------- |
| Vitaly Medvedev    | 100 m                | 10 s 75     | 9e          | Eliminé          | Eliminé          | Eliminé      | Eliminé      | Eliminé         | Eliminé |
| Gennadiy Chernovol | 200 m                | 20 s 95     | 6e          | Eliminé          | Eliminé          | Eliminé      | Eliminé      | Eliminé         | Eliminé |
| Valeriy Borisov    | 20 kilomètres marche | Non disputé | Non disputé | Non disputé      | Non disputé      | Non disputé  | Non disputé  | 1 h 28 min 36 s | 38e     |
| Sergey Korepanov   | 50 kilomètres marche | Non disputé | Non disputé | Non disputé      | Non disputé      | Non disputé  | Non disputé  | 3 h 53 min 30 s | 15e     |
| Valeriy Borisov    | 50 kilomètres marche | Non disputé | Non disputé | Non disputé      | Non disputé      | Non disputé  | Non disputé  | 4 h 01 min 11 s | 25e     |

| Athlète          | Épreuve          | Qualification | Qualification | Finale      | Finale  |
| Athlète          | Épreuve          | Performance   | Rang          | Performance | Rang    |
| ---------------- | ---------------- | ------------- | ------------- | ----------- | ------- |
| Yuriy Pakhlyayev | Saut en hauteur  | 2,24 m        | 19e           | Eliminé     | Eliminé |
| Igor Potapovich  | Saut à la perche | NH            | /             | Eliminé     | Eliminé |
| Sergey Arzamasov | Triple saut      | 16,70 m       | 15e           | Eliminé     | Eliminé |
| Oleg Sakirkin    | Triple saut      | 16,20 m       | 28e           | Eliminé     | Eliminé |
| Sergey Rubtsov   | Lancer du poids  | 15,90 m       | 37e           | Eliminé     | Eliminé |

### Femmes
| Athlète              | Épreuve              | Séries      | Séries      | Quarts de finale | Quarts de finale | Demi-finales | Demi-finales | Finale          | Finale        |
| Athlète              | Épreuve              | Temps       | Rang        | Temps            | Rang             | Temps        | Rang         | Temps           | Rang          |
| -------------------- | -------------------- | ----------- | ----------- | ---------------- | ---------------- | ------------ | ------------ | --------------- | ------------- |
| Viktoriya Kovyreva   | 100 m                | 11 s 72     | 5e          | Eliminé          | Eliminé          | Eliminé      | Eliminé      | Eliminé         | Eliminé       |
| Svetlana Bodritskaya | 400 m                | 53 s 91     | 6e          | Eliminé          | Eliminé          | Eliminé      | Eliminé      | Eliminé         | Eliminé       |
| Garifa Kuku          | Marathon             | Non disputé | Non disputé | Non disputé      | Non disputé      | Non disputé  | Non disputé  | DNF             | /             |
| Olga Shishigina      | 100 mètres haies     | 12 s 81     | 1er         | 12 s 66          | 1er              | 12 s 71      | 3e           | 12 s 65         | Médaille d'or |
| Natalya Torshina     | 400 mètres haies     | 56 s 38     | 3e          | Non disputé      | Non disputé      | 56 s 22      | 7e           | Eliminé         | Eliminé       |
| Svetlana Tolstaya    | 20 kilomètres marche | Non disputé | Non disputé | Non disputé      | Non disputé      | Non disputé  | Non disputé  | 1 h 35 min 19 s | 21e           |
| Yelena Kuznetsova    | 20 kilomètres marche | Non disputé | Non disputé | Non disputé      | Non disputé      | Non disputé  | Non disputé  | 1 h 42 min 45 s | 40e           |
| Mayya Sozonova       | 20 kilomètres marche | Non disputé | Non disputé | Non disputé      | Non disputé      | Non disputé  | Non disputé  | DNF             | /             |

| Athlète             | Épreuve          | Qualification | Qualification | Finale      | Finale  |
| Athlète             | Épreuve          | Performance   | Rang          | Performance | Rang    |
| ------------------- | ---------------- | ------------- | ------------- | ----------- | ------- |
| Svetlana Zalevskaya | Saut en hauteur  | 1,94 m        | 1er           | 1,96 m      | 6e      |
| Yelena Koshcheyeva  | Saut en longueur | 6,57 m        | 13e           | Eliminé     | Eliminé |
| Yelena Pershina     | Saut en longueur | 6,24 m        | 28e           | Eliminé     | Eliminé |
| Anna Tarasova       | Saut en longueur | NM            | /             | Eliminé     | Eliminé |
| Yelena Parfyonova   | Triple saut      | 13,50 m       | 21e           | Eliminé     | Eliminé |
| Anna Tarasova       | Triple saut      | 13,11 m       | 27e           | Eliminé     | Eliminé |
| Iolanta Ulyeva      | Lancer du poids  | 16,38 m       | 21e           | Eliminé     | Eliminé |
| Svetlana Kazanina   | Heptathlon       | Non disputé   | Non disputé   | 5898 pts    | 16e     |
| Irina Naumenko      | Heptathlon       | Non disputé   | Non disputé   | 5634 pts    | 21e     |

## Aviron

### Hommes
| Athlète(s)         | Compétition | Série         | Série | Repêchage     | Repêchage | Demi-finale   | Demi-finale | Finale                 | Finale |
| Athlète(s)         | Compétition | Temps         | Rang  | Temps         | Rang      | Temps         | Rang        | Temps                  | Rang   |
| ------------------ | ----------- | ------------- | ----- | ------------- | --------- | ------------- | ----------- | ---------------------- | ------ |
| Vladimir Belonogov | Skiff       | 7 min 34 s 66 | 6e    | 7 min 36 s 42 | 4e        | 7 min 24 s 44 | 3e          | Finale C 7 min 21 s 44 | 5e     |

## Boxe

### Hommes
| Athlète                | Catégorie          | 16e de finale            | 8e de finale                 | Quart de finale           | Demi-finale                | Finale                    |
| Athlète                | Catégorie          | Adversaire Résultat      | Adversaire Résultat          | Adversaire Résultat       | Adversaire Résultat        | Adversaire Résultat       |
| ---------------------- | ------------------ | ------------------------ | ---------------------------- | ------------------------- | -------------------------- | ------------------------- |
| Bolat Zhumadilov       | Poids mouches      | Non disputé              | Victoire Zambie 12-9         | Victoire Arménie 15-8     | Victoire France 22-16      | Défaite Thaïlande 12-19   |
| Bekzat Sattarkhanov    | Poids plumes       | Victoire Roumanie 14-5   | Victoire Afrique du Sud 16-5 | Victoire Turquie 12-11    | Victoire Maroc 22-10       | Victoire États-Unis 22-14 |
| Nurzhan Karimzhanov    | Poids légers       | Victoire Arménie 16-6    | Victoire Australie 9-7       | Défaite Ukraine 6-21      | Eliminé                    | Eliminé                   |
| Daniyar Munaytbasov    | Poids welters      | Victoire Namibie 14-2    | Victoire Italie 13-4         | Défaite Ukraine 7-8       | Eliminé                    | Eliminé                   |
| Yermakhan Ibraimov     | Poids moyens       | Victoire Syrie 17-2      | Victoire Venezuela 18-3      | Victoire Cuba 16-9        | Victoire Etats Unis 19-4   | Victoire Roumanie 25-23   |
| Olzhas Orazaliyev      | Poids mi-lourds    | Victoire Argentine 27-12 | Victoire Cuba                | Défaite Ouzbékistan 12-27 | Eliminé                    | Eliminé                   |
| Mukhtarkhan Dildabekov | Poids super-lourds | Victoire Pologne 16-5    | Non disputé                  | Victoire Cuba 25-12       | Victoire Ouzbékistan 28-22 | Défaite Royaume-Uni 16-30 |

## Canoe-Kayak

### Course en ligne

#### Hommes
| Athlète                                  | Compétition | Éliminatoires  | Éliminatoires | Demi-finales   | Demi-finales | Finale         | Finale  |
| Athlète                                  | Compétition | Temps          | Rang          | Temps          | Rang         | Temps          | Rang    |
| ---------------------------------------- | ----------- | -------------- | ------------- | -------------- | ------------ | -------------- | ------- |
| Sergey Sergin                            | K1 500m     | 1 min 47 s 253 | 7e            | Eliminé        | Eliminé      | Eliminé        | Eliminé |
| Sergey Sergin                            | K1 1000m    | 3 min 42 s 645 | 7e            | 3 min 47 s 633 | 8e           | Eliminé        | Eliminé |
| Kaysar Nurmaganbetov                     | C1 500m     | 1 min 55 s 422 | 8e            | 1 min 54 s 465 | 6e           | Eliminé        | Eliminé |
| Kaysar Nurmaganbetov                     | C1 1000m    | 4 min 01 s 438 | 8e            | 4 min 05 s 206 | 7e           | Eliminé        | Eliminé |
| Zhomart Satubaldin Konstantin Negodyayev | C2 500m     | 1 min 45 s 810 | 4e            | 1 min 45 s 809 | 3e           | 2 min 01 s 436 | 7e      |
| Zhomart Satubaldin Konstantin Negodyayev | C2 1000m    | 3 min 53 s 366 | 7e            | 3 min 48 s 756 | 7e           | Eliminé        | Eliminé |

## Cyclisme

### Route

#### Hommes
| Athlète             | Compétition      | Temps               | Rang              |
| ------------------- | ---------------- | ------------------- | ----------------- |
| Andrey Kivilyov     | Course en ligne  | 5 h 30 min 46 s     | 72e               |
| Alexandr Shefer     | Course en ligne  | 5 h 30 min 46 s     | 56e               |
| Alexandr Shefer     | Course en ligne  | 5 h 30 min 46 s     | 52e               |
| Andrey Teteryuk     | Course en ligne  | 5 h 30 min 46 s     | 45e               |
| Aleksandr Vinokurov | Course en ligne  | 5 h 29 min 17 s     | Médaille d'argent |
| Aleksandr Vinokurov | Contre-la-montre | 1 h 01 min 34 s 259 | 27e               |
| Andrey Teteryuk     | Contre-la-montre | 58 min 52 s 342     | 6e                |

### Piste

#### Hommes
| Athlète          | Compétition            | Qualification  | Demi-finales             | Match pour le bronze     | Match pour le bronze | Finale                   | Finale  |
| Athlète          | Compétition            | Temps Vitesse  | Adversaire Temps Vitesse | Adversaire Temps Vitesse | Rang                 | Adversaire Temps Vitesse | Rang    |
| ---------------- | ---------------------- | -------------- | ------------------------ | ------------------------ | -------------------- | ------------------------ | ------- |
| Vadim Kravchenko | Poursuite individuelle | 4 min 40 s 410 | Eliminé                  | Eliminé                  | Eliminé              | Eliminé                  | Eliminé |

| Athlète            | Compétition       | Points | Rang |
| ------------------ | ----------------- | ------ | ---- |
| Serguei Lavrenenko | Course aux points | 1      | 20e  |